# Universiteit Xiamen
Universiteit Xiamen is een universiteit in Xiamen, Fujian. Het was de eerste universiteit in China die gesticht is door overzeese Chinezen. Tot 1949 heette het Universiteit Amoy. De oudste gebouwen zijn in Chinese stijl gebouwd.
Volgens de University Undergraduates Teaching Assessment en Chinese Universities Evaluation Standings staat de universiteit op de elfde plaats van beste universiteiten van China. De faculteiten economie en management, muziek, rechten, scheikunde, journalistiek, communicatie en wiskunde staan zeer hoog aangeschreven.

## Geschiedenis
In 1919 doneerde Tan Kah Kee (陳嘉庚; pinyin: Chen Jiageng) miljoenen Amerikaanse dollars om een universiteit te stichten in zijn jiaxiang. 
In 1937 gaf meneer Tan de universiteit aan de staat, door geldtekort. Hierdoor werd het een nationale universiteit. Eén jaar later vielen de Japanners het gebied binnen en de universiteit verhuisde naar Changting in Fujian. Na de Tweede Chinees-Japanse Oorlog werd de universiteit weer terugverhuisd.